# 바냐루카 국제공항

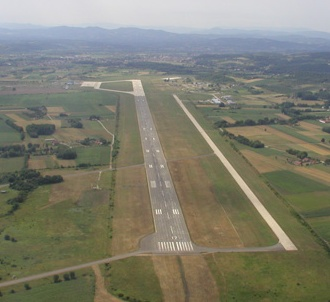

바냐루카 국제공항(Banja Luka International Airport, IATA: BNX, ICAO: LQBK)은 보스니아 헤르체고비나에서 2번째로 큰 도시 바냐루카시의 철도역에서 북-북동쪽으로 18킬로미터 떨어진 곳에 위치한 공항이다. 이 공항은 정부 소유 기업 Aerodromi Republike Srpske의 관리를 받고 있다.